# Friis og Moltke
 Der er for få eller ingen kildehenvisninger i denne artikel, hvilket er et problem. Du kan hjælpe ved at angive troværdige kilder til de påstande, som fremføres i artiklen.

Friis & Moltke A/S er en dansk arkitektvirksomhed, som blev grundlagt i 1954 af Knud Friis og Elmar Moltke Nielsen. Virksomheden har kontorer i København, Aalborg, Esbjerg og Aarhus.

## Projekter i udvalg
- Vestjydsk Handelsskole, Skjern, 1965
- Hotel Marselis, Aarhus, 1967
- Entreprenørskolen, Ebeltoft, 1968
- Ikast-Brande Gymnasium
- Midtjysk Efterskole, Ejstrupholm
- Risskov Gymnasium, Aarhus, 1969
- Grøfthøjhuset, Viby J, 1970
- Nordgårdskolen, Brabrand, 1970
- Vestervang, Aarhus, 1970
- Odder Rådhus, 1971
- Skanderborg Gymnasium, 1973
- Skjoldhøj Kollegiet, Aarhus, 1973
- Ellevang Kirke, Aarhus, 1974[1]
- Thisted Gymnasium, 1974
- Viborg Gymnasium og HF, 1974
- Langkær Gymnasium, Tilst ved Aarhus, 1975
- Nordjyllands Amtsgård i Region Nordjylland, Aalborg, 1975
- Silkeborg Gymnasium, 1977
- Hotel Nyborg Strand, Nyborg, 1977
- Vordingborg Uddannelsescenter,Vordingborg 1980
- Radisson SAS H.C. Andersen Hotel, Odense, 1980
- Herning Kongrescenter, 1982
- Skjoldhøj Kirke, Aarhus, 1983
- Øer Maritime Ferieby, Ebeltoft, 1988
- Skelager Kirke, Aarhus, 1989
- Scandinavian Center, Aarhus, 1992
- Den Europæiske Centralbank, Frankfurt am Main, 1998
- Statsfængslet Østjylland, Horsens, 2001
- Grønnevang Kirke, Hillerød, 2001
- Aalborg Stadion, 2001
- University College Nordjylland, Aalborg, 2003
- Gigantium, Aalborg, 2005
- Musikkens Hus, Aalborg 2014

## Galleri
60'erne og 70'erne
- Højhusene Marselis Boulevard, beboelse (1967)
- Grøfthøjhuset, beboelse (1970)
- Vestervang, beboelse (1970)
- Skjoldhøjkollegiet (1973)
- Skjoldhøjkollegiet (detalje)
- Skjoldhøjkollegiet (detalje)
- Langkær Gymnasium (1975)

80'erne og 90'erne
- Skjoldhøj Kirke (1984)
- Skjoldhøj Kirke
- Skelager Kirke (1990)
- Skelager Kirke
- Skelager Kirke
- Kongrescenteret Scandinavian Center (1995)
- Kongrescenteret Scandinavian Center
- Stål og glas i Kongrescenteret Scandinavian Center

2000'erne
- Aalborg Stadion (2002)
- Prismet, kontorer (2002)
- Grønnevang Kirke (2008)
- Musikkens Hus (2013)